# Claude Reignier Conder

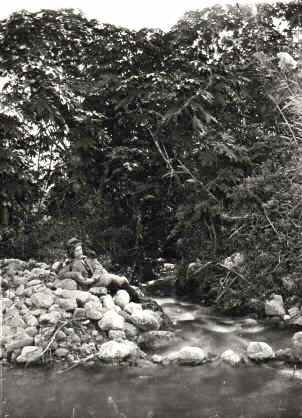
Claude Reignier Conder

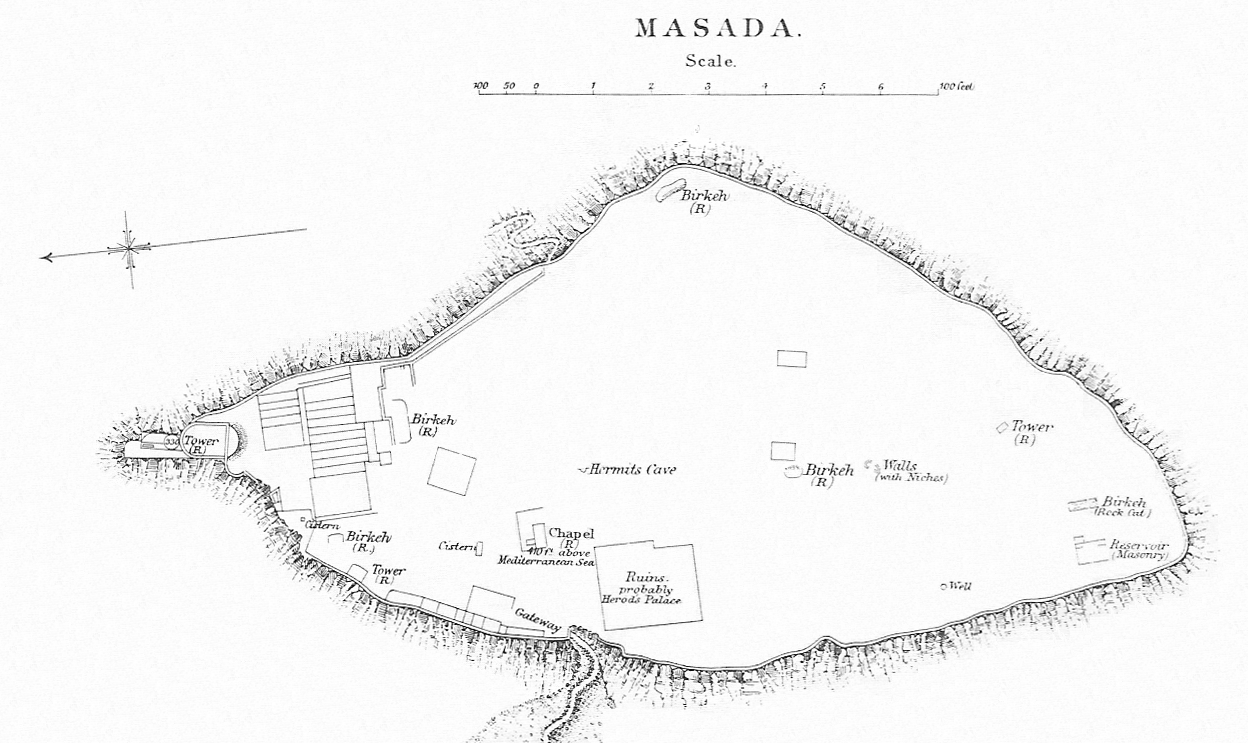
Plano de Masada de Claude R. Conder, 1875.

Claude Reignier Conder (Cheltenham, Reino Unido, 29 de diciembre de 1848-Cheltenham, 16 de febrero de 1910) fue un militar británico, así como explorador de la región del Oriente Próximo. Hijo de F.R. Conder, era asimismo descendiente del escultor del siglo XVII Louis-François Roubiliac. Tras establecerse en Hackney (cerca de Londres), cursó estudios en el University College de Londres y en la Royal Military Academy de Woolwich, donde conoció a Charles Warren, y donde logró su primera misión en los Royal Engineers el 8 de enero de 1870.
Con el rango de teniente, fue designado en junio de 1872 para liderar desde Nablus la expedición Survey of Western Palestine (Inspección de Palestina Occidental) a cargo de la Fondo para la Exploración de Palestina, sustituyendo al capitán Stewart, enfermo de malaria, y que había dirigido la expedición desde octubre de 1871 desde Jaffa. Esta expedición fue la primera que documentó y cartografió con precisión la zona meridional del Levante mediterráneo al oeste del río Jordán, proporcionando por primera vez a arqueólogos, botánicos, geólogos y geógrafos valiosa información de las regiones visitadas. En 1874, tras la muerte por malaria de su asistente Charles Tyrwhitt-Drake, el teniente Horatio Kitchener y los sargentos Black y Armstrong se unieron a la expedición. Uno de los lugares visitados por Conder fue la cumbre de Masada en marzo de 1875, en la cual permaneció un día realizando dos planos de la meseta y de su entorno. 
En julio de 1875 el Imperio otomano canceló la expedición tras ser ésta atacada en las cercanías de Safed, resultando Conder, Kitchener y otros acompañantes seriamente heridos. Conder permaneció durante un tiempo restableciéndose en Palestina antes de regresar al Reino Unido, llevando consigo los mapas y la información recopilada en la expedición. Durante tres años estuvo preparando el material obtenido de cara a su posterior publicación, junto con el mapa final de la expedición, cuya escala era de una pulgada por milla. Concluyó esta labor en abril de 1878, mientras que el texto inconcluso fue finalizado por Kirchener un año antes. La publicación de los resultados de la expedición se produjo finalmente a partir de 1880 hasta 1884, en siete volúmenes y con el título de Memoires.
En 1881 las autoridades otomanas concedieron un nuevo permiso para la exploración de Palestina, asumiendo de nuevo Conder (ahora con el rango de capitán) el liderazgo de la expedición, redescubriendo el emplazamiento de Kadesh en Siria y explorando la región al este del Jordán. Sin embargo, las tensas relaciones entre el Imperio otomano y el británico provocaron la cancelación del permiso un año más tarde, cuando sólo se habían explorado apenas mil kilómetros cuadrados. Esta segunda expedición permitió a Conder el estudio de varios dolmenes y otros monumentos megalíticos tardíos, así como el aprendizaje del idioma árabe y el estudio de varias lenguas antiguas de la zona, como el hitita y otras de tipo altaico, investigación que publicó en una posterior monografía.
Tras esta segunda expedición, fue enviado ese mismo año (1882) para participar en la campaña del general Garnet Wolseley contra la rebelión de Ahmed Urabi en Egipto, luchando en las batallas de Kassassin y de Tel al-Kebir. Posteriormente trabajó para el Ordnance Survey en Plymouth desde 1887 hasta 1894, y desde ese año hasta 1905 estuvo destinado en el oeste de Irlanda. Retirado con el rango de coronel en su localidad natal, falleció tras una apoplejía en 1910, a la edad de 61 años.

## Obra
- 1878: Tent Work in Palestine ISBN 1-4179-2238-9
- 1880: Memoires: The Survey of Western and Eastern Palestine (Memorias, en siete volúmenes) ISBN 1-85207-835-9
- 1886: Syrian Stone Law (La ley de la piedra siria)
- 1887: Altaic Hieroglyphs and Hittite Inscriptions (Jeroglíficos altaicos e inscripciones hititas) ISBN 1-4326-0939-4
- 1893: The Tell Amarna Tablets (Las tablillas de Tell Amarna)
- 1902: The First Bible (La primera Biblia)
- 1909: The City of Jerusalem (La ciudad de Jerusalén)